# Реховот
Реховот (на иврит: רְחוֹבוֹת) е град в централната част на Израел, на 20 км югоизточно от Тел Авив.
Архитектурата е в стил типичен за средата на 20 век в Израел, с множество приспособления за естествено охлаждане по време на горещото лято.

## История
Реховот е основан през 1890 г. в слабо населените с араби крайбрежни равнини от полски евреи, които искали да създадат община без помощта на барон Едмонд де Ротшийлд. Исраел Белкинд, един от основателите на селището, предлага името Реховот (от иврит, „широки простори“) заето от Библията (Битие 26:22). През 1908 г. към първите заселници се присъединяват еврейски заселници от Йемен, които се настаняват в квартала Шаараийм. Ранните заселници се препитават с отглеждане на лозови насаждения, бадемови градини и цитруси. Принудени са да се справят със земеделски неуспехи, растителни болести и проблеми с реализирането на продукцията.
Земеделска изследователска станция отваря врати в Реховот през 1932 г. и става Факултет по земеделие към Еврейския университет в Йерусалим. През 1934 г. Хаим Вайцман основава институт, който по-късно става Институт за естествени науки „Хаим Вайцман“. През 1937 г. Вайцман построява дома си близо до създадения от него институт. Когато през 1948 г. той е избран за първи президент на държавата Израел домът му служи за президентска резиденция. Основателят на института и съпругата му са погребани в института.

## Образование
Институтът „Хаим Вайцман“, е един от няколкото най-добри научни центрове в Израел.

## Побратимени градове
- Албакърки, САЩ